# 契卡洛夫斯基空軍基地
契卡洛夫斯基空軍基地（俄语：Чкаловский）是俄罗斯莫斯科州曉爾科沃附近的一個空軍基地。 它位於莫斯科以東北31公里，實際上成為了俄罗斯空天军的主要航空基地。

## 歷史
1932-1935年期間，國家飛行測試研究所從霍丁卡中央機場轉移至該基地。在1960年12月的重组中，大部分的測試被安排轉移到阿斯特拉罕州的阿赫圖賓斯克空軍基地。
該基地為星城、加加林宇航员培训中心、苏联太空计划和俄罗斯航天国家集团的其他部分提供空中支援。該基地也提供運輸服務，第8特殊用途航空師在這兒營運着An-12 、An-72 、Tu-154 、Il-76和 Il -80 等的飛機。 1977年7月23日，該基地接收了蘇聯第一架專為訓練宇航員的 Il-76K。 1968年3月27日，尤里·加加林和弗拉基米爾·謝里奧金駕駛一架從這基地起飛的MiG-15 戰機，不過不幸在基爾扎奇鎮附近墜毀身亡。
2023年9月18日，乌克兰国防部情报总局聲稱他們成功對該基地進行襲擊，並損壞了一架An-148 、一架 Il-18 和一架 Mi-28直升機。